# Người nhân bản (phim 2021)
Người nhân bản (tiếng Hàn: 서복; Hanja: 徐福; Romaja: Seobok) là một bộ phim hành động khoa học viễn tưởng Hàn Quốc năm 2021 của đạo diễn Lee Yong-ju và có sự tham gia của Gong Yoo, Park Bo-gum và Jang Young-nam. Phim xoay quanh một cựu nhân viên tình báo Gi-heon (Gong Yoo), người có liên quan đến người nhân bản đầu tiên của nhân loại, Seo Bok (Park Bo-gum). Quá trình quay phim chính thức bắt đầu vào tháng 5 năm 2019. Bộ phim với kinh phí sản xuất là 16,5 tỷ won dự kiến sẽ khởi chiếu vào tháng 12 năm 2020 nhưng việc phát hành đã bị hoãn lại do sự bùng phát trở lại của đại dịch COVID-19. Cuối cùng bộ phim được phát hành đồng thời tại các rạp và thông qua phương tiện truyền hình trực tuyến TVING vào ngày 15 tháng 4 năm 2021. Tại Việt Nam, bộ phim này được công chiếu độc quyền trên iQiyi vào ngày 22 tháng 4 năm 2021.
Theo số liệu của Hội đồng Điện ảnh Hàn Quốc, doanh thu phim đứng ở vị trí thứ 10 trong số tất cả các phim Hàn Quốc được phát hành vào năm 2021 tại Hàn Quốc, với tổng doanh thu là 3,27 triệu đô la Mỹ và 385,409 lượt bán vé, tính đến ngày 15 tháng 11 năm 2021.

## Tóm tắt nội dung
Min Gi-heon (Gong Yoo) là một cựu đặc vụ của cơ quan tình báo, và Seo Bok (Park Bo-gum) là người nhân bản đầu tiên được tạo ra thông qua nhân bản tế bào gốc và kỹ thuật di truyền. Anh ta sở hữu bí mật cho cuộc sống vĩnh cửu. Họ vướng vào những tình huống nguy hiểm khi một số thế lực muốn kiểm soát Seo Bok.

## Diễn viên
- Gong Yoo trong vai Min Gi-heon, một cựu nhân viên tình báo được giao nhiệm vụ đảm bảo vận chuyển an toàn cho Seo Bok.
- Park Bo-gum trong vai Seo Bok, người nhân bản đầu tiên của nhân loại.[14]
- Jo Woo-jin trong vai Cảnh sát trưởng Ahn, một đặc vụ của Cục Tình báo Hàn Quốc.
- Park Byung-eun vai Shin Hak-seon.
- Jang Young-nam trong vai Tiến sĩ Im Se-eun, giám đốc Viện nghiên cứu
- Kim Jae-keon trong vai Kim Cheon-oh
- Yeon Je-wook
- Kim Hong-pa
- Lee Eon-jung trong vai Yoon Hyun-soo

## Quá trình sản xuất

### Phát triển
Dự án được lên ý tưởng vào tháng 1 năm 2017. Do chính đạo diễn Lee Yong-ju viết kịch bản.

### Thử vai
Bộ phim đã được công bố với sự tham gia của Park Bo-gum trong vai Seo Bok, được xác nhận vào tháng 3 năm 2019. Vào tháng 10 năm 2018, Gong Yoo được xác nhận sẽ xuất hiện trong vai một nhân viên cơ quan tình báo. Vào tháng 4 năm 2019, Jang Young-nam, Jo Woo-jin và Park Byung-eun được giao vai phụ. Giám đốc nghệ thuật Lee Ha-jun gia nhập nhóm vào tháng 6 năm 2019. Chi phí sản xuất ròng khoảng 16 tỷ won.

### Quay phim
Quá trình quay phim chính bắt đầu vào tháng 5 năm 2019, việc quay phim chủ yếu diễn ra tại phim trường Jeonju ở Jeonju. Địa điểm quay phim diễn ra từ giữa tháng 6 đến đầu tháng 8 năm 2019 tại Tongyeong. Phim được khởi chiếu vào tháng 10 năm 2019 sau gần sáu tháng quay.

## Phát hành
Vào ngày 21 tháng 10 năm 2020, nhà phân phối CJ Entertainment thông báo bộ phim sẽ được phát hành vào tháng 12 năm 2020. Cái nhìn đầu tiên về bộ phim được phát hành vào ngày 23 tháng 10 năm 2020. Áp phích mới của phim được phát hành vào ngày 9 tháng 11, 2020. Áp phích mới của phim được phát hành vào ngày 9 tháng 11, 2020. Theo ngành công nghiệp điện ảnh Hàn Quốc, đây là lần đầu tiên một bộ phim kinh phí lớn của Hàn Quốc sẽ được phát hành cùng lúc trong rạp phim và dịch vụ truyền thông hàng đầu.
Phim cũng đã được chọn để công chiếu tại Liên hoan phim Fantastic Quốc tế Brussels 2021 được tổ chức từ ngày 6 tháng 4 đến ngày 18 tháng 4 năm 2021.
Người nhân bản đã được mời chiếu tại Liên hoan phim Quốc tế Fantasia. Liên hoan phim kéo dài ba tuần được tổ chức từ ngày 5 đến ngày 25 tháng 8 năm 2021 tại Montreal. Phim đã được chiếu trong phần Canada Premiere theo yêu cầu.

## Đón nhận

### Phòng vé
Phim được khởi chiếu vào ngày 15 tháng 4 năm 2021 trên 1382 cụm rạp. Phim đã đứng ở vị trí số 1 tại doanh thu phòng vé Hàn Quốc, ngay trong ngày đầu công chiếu, thu về 45.155 khán giả. Phim vẫn giữ vị trí số 1 tại phòng vé Hàn Quốc, vào ngày thứ hai công chiếu, với 36.183 khán giả đã xem phim. Nó cũng đưa tổng số khán giả trao đổi lên 82.895 người. Số lượng khán giả giảm so với ngày đầu tiên được cho là do phát hành đồng thời trên truyền hình trực tuyến TVING. Bộ phim duy trì vị trí số 1 phòng vé Hàn Quốc sau ngày thứ 3 công chiếu. Nó đứng đầu bảng xếp hạng vào cuối tuần mở màn trên phòng vé Hàn Quốc với 210.210 lượt xem tích lũy.
Theo số liệu của Hội đồng Điện ảnh Hàn Quốc, nó đứng ở vị trí thứ 10 trong số tất cả các phim Hàn Quốc được phát hành vào năm 2021, với tổng doanh thu là 3,28 triệu đô la Mỹ và 385,409 vé, tính đến ngày 15 tháng 11 năm 2021.
- Hệ thống KOBIS (Korean Box Office Information System) do KOFIC quản lý.

Lượng vé hàng tuần (Dựa trên Integrated Computer Network for Cinema Admission Tickets)
| Vé bán (đầu người) kể từ ngày cuối tuần tương ứng | Vé bán (đầu người) kể từ ngày cuối tuần tương ứng | Vé bán (đầu người) kể từ ngày cuối tuần tương ứng |
| Cuối tuần                                         | Lượng vé (tích lũy)                               | Xếp hạng BO                                       |
| ------------------------------------------------- | ------------------------------------------------- | ------------------------------------------------- |
| Tính đến ngày 2 tháng 5 năm 2021                  | 385,299                                           | Hạng 7                                            |
| Tính đến ngày 25 tháng 4 năm 2021                 | 331,375                                           | Hạng 3                                            |
| Tính đến ngày 18 tháng 4 năm 2021                 | 210,210                                           | Hạng 1                                            |

### Đánh giá chuyên môn
Theo trang tổng hợp đánh giá Naver Movie Database của Hàn Quốc, bộ phim có đánh giá ủng hộ là 8,42 điểm từ khán giả.
Kim Seong-Hyun đánh giá bộ phim cho YTN đã viết rằng câu hỏi chủ yếu mà các nhân vật trong phim hỏi là về sự sống và cái chết. Seong-Hyun cảm thấy rằng những pha hành động trong phim không đạt yêu cầu, nhưng điều đó không phản ánh được sự thể hiện của dàn diễn viên ngôi sao. Kết luận bài đánh giá Seong-Hyun nói, "Thật khó để xóa bỏ suy nghĩ rằng diễn xuất của các diễn viên có phần đáng tiếc khi chứa đựng một thông điệp dài và lặp đi lặp lại."
James Marsh viết cho South China Morning Post đánh giá bộ phim với hai trong số năm sao và gọi nó là "Một bộ phim kinh dị triết học giả dạng như một bộ phim kinh dị hành động trong tương lai." Anh ấy cho rằng đạo diễn Lee Yong-ju mặc dù đã đặt tất cả những trò kinh dị công nghệ cao và tạo tiền đề cho một tác phẩm điện ảnh đầy trí tuệ, vẫn không thể thành hiện thực. Anh ấy thấy bộ phim chậm, dài dòng và cảm thấy rằng "cao trào bạo lực, nhiều hiệu ứng" là chưa đủ để thú vị. Kết luận bài đánh giá, Marsh viết, "Không thể tránh khỏi, đó là những chủ đề quá quen thuộc về cái chết, gia đình và sự bất bình trong công ty đã thấm nhuần trên bề mặt khi đạo diễn Lee Yong-ju thách thức đưa bộ phim của mình đi vào vũng lầy của những điều vô nghĩa hiện sinh đáng suy ngẫm, kém rõ ràng."
Bryan Tan viết cho Yahoo! News đánh giá bộ phim với 2,5 sao. Khen ngợi diễn xuất của Park Bo Gum, anh ấy viết, "Nhìn thấy diễn xuất hấp dẫn của Park Bo Gum trên màn bạc một lần nữa thực sự làm ấm lòng tôi." Tan kết luận bài đánh giá, "Màn hình CGI quá mức thực sự cản trở những câu hỏi lớn hơn về cách người nhân bản đầu tiên có thể tìm thấy vị trí của mình trên thế giới, mà không cần mọi người cố gắng hút DNA của anh ta để có sự sống vĩnh cửu."
Jeanmarie Tan, người viết cho tờ The New Paper đã đánh giá bộ phim với 3 trên 5 sao. Cô cho rằng bộ phim đã chạm đến câu hỏi triết học và đạo đức về sự bất tử một cách hời hợt. Khen ngợi màn trình diễn của Park Bo-gum và Gong Yoo, cô ấy viết rằng Bo-gum đã rất nỗ lực trong việc chuyển đổi vẻ mặt từ ngây thơ như trẻ con sang cơn thịnh nộ dữ dội. Kết luận, Tan viết: "Hãy xem Seobok, một siêu nhân với sức mạnh của telekinesis, tấn công tất cả Dark Phoenix vào kẻ thù của anh ta ở ngay đó với bất kỳ bộ phim X-Men nào."